# Comuna Cerneavșciîna, Iuriivka
Cerneavșciîna (în ucraineană Чернявщина) este o comună în raionul Iuriivka, regiunea Dnipropetrovsk, Ucraina, formată din satele Cerneavșciîna (reședința), Ciornohlazivka, Iablunivka și Ternî.

## Demografie
Componența lingvistică a satului Cerneavșciîna
     Ucraineană (95,49%)
     Rusă (3,09%)
     Alte limbi (0,38%)
Conform recensământului din 2001, majoritatea populației satului Cerneavșciîna era vorbitoare de ucraineană (95,49%), existând în minoritate și vorbitori de rusă (3,09%).